# بازی‌های پان امریکن ۲۰۱۵
بازی‌های پان امریکن ۲۰۱۵ (فرانسوی: Jeux Panaméricains de 2015‎) هفدهمین دوره بازی‌های پان امریکن است که از ۱۰ تا ۲۶ ژوئیه ۲۰۱۵ در تورنتو، کانادا با حضور ۶٬۱۲۳ ورزشکار برگزار شده است.

## جدول مدال‌ها
*   کشور میزبان ( کانادا)
| رتبه           | NOC                    | طلا | نقره | برنز | مجموع |
| -------------- | ---------------------- | --- | ---- | ---- | ----- |
| ۱              | ایالات متحده آمریکا    | ۱۰۳ | ۸۲   | ۸۰   | ۲۶۵   |
| ۲              | کانادا*                | ۷۸  | ۷۰   | ۷۱   | ۲۱۹   |
| ۳              | برزیل                  | ۴۲  | ۳۹   | ۶۰   | ۱۴۱   |
| ۴              | کوبا                   | ۳۶  | ۲۷   | ۳۴   | ۹۷    |
| ۵              | کلمبیا                 | ۲۷  | ۱۴   | ۳۱   | ۷۲    |
| ۶              | مکزیک                  | ۲۲  | ۳۰   | ۴۳   | ۹۵    |
| ۷              | آرژانتین               | ۱۵  | ۲۹   | ۳۰   | ۷۴    |
| ۸              | ونزوئلا                | ۸   | ۲۲   | ۲۰   | ۵۰    |
| ۹              | اکوادور                | ۷   | ۹    | ۱۶   | ۳۲    |
| ۱۰             | گواتمالا               | ۶   | ۱    | ۳    | ۱۰    |
| ۱۱             | شیلی                   | ۵   | ۶    | ۱۸   | ۲۹    |
| ۱۲             | جمهوری دومینیکن        | ۳   | ۱۱   | ۱۰   | ۲۴    |
| ۱۳             | جامائیکا               | ۳   | ۴    | ۲    | ۹     |
| ۱۴             | پرو                    | ۳   | ۳    | ۶    | ۱۲    |
| ۱۵             | ترینیداد و توباگو      | ۳   | ۳    | ۲    | ۸     |
| ۱۶             | باهاما                 | ۲   | ۲    | ۲    | ۶     |
| ۱۷             | پورتوریکو              | ۱   | ۱    | ۱۳   | ۱۵    |
| ۱۸             | اروگوئه                | ۱   | ۱    | ۳    | ۵     |
| ۱۹             | سنت لوسیا[a]           | ۱   | ۰    | ۰    | ۱     |
| ۲۰             | السالوادور             | ۰   | ۱    | ۲    | ۳     |
| ۲۰             | باربادوس               | ۰   | ۱    | ۲    | ۳     |
| ۲۰             | بولیوی                 | ۰   | ۱    | ۲    | ۳     |
| ۲۰             | پاراگوئه               | ۰   | ۱    | ۲    | ۳     |
| ۲۴             | پاناما                 | ۰   | ۱    | ۱    | ۲     |
| ۲۵             | آنتیگوا و باربودا      | ۰   | ۱    | ۰    | ۱     |
| ۲۵             | هنگ کنگ                | ۰   | ۱    | ۰    | ۱     |
| ۲۵             | گرنادا                 | ۰   | ۱    | ۰    | ۱     |
| ۲۸             | برمودا                 | ۰   | ۰    | ۱    | ۱     |
| ۲۸             | سنت وینسنت و گرنادین‌ها | ۰   | ۰    | ۱    | ۱     |
| ۲۸             | سنت کیتس و نویس        | ۰   | ۰    | ۱    | ۱     |
| ۲۸             | کاستاریکا              | ۰   | ۰    | ۱    | ۱     |
| مجموع (۳۱ NOC) | مجموع (۳۱ NOC)         | ۳۶۶ | ۳۶۲  | ۴۵۷  | ۱۱۸۵  |

## ورزش‌ها
- ورزش‌های آبی
  -  شیرجه (۸) (جزئیات)
  -  شنا در آب‌های آزاد (۲) (جزئیات)
  -  شنا (۳۲) (جزئیات)
  -  شنای موزون (۲) (جزئیات)
  -  واترپلو (۲) (جزئیات)
- تیراندازی با کمان (۴) (جزئیات)
- دو و میدانی (۴۷) (جزئیات)
- بدمینتون (۵) (جزئیات)
- بیسبال (۲) (جزئیات)
- بسکتبال (۲) (جزئیات)
- بوکس (۱۳) (جزئیات)
- بولینگ (۴) (جزئیات)
- قایقرانی  (جزئیات) 
  -  قایقرانی سرعت (13)
  -  قایقرانی اسلالوم (5)
- دوچرخه‌سواری  (جزئیات) 
  -  دوچرخه‌سواری بی‌ام‌اکس (2)
  -  دوچرخه‌سواری کوهستان (2)
  -  دوچرخه‌سواری جاده (4)
  -  دوچرخه‌سواری پیست (10)
- سوارکاری  (جزئیات) 
  -  درساژ (2)
  -  اونتینگ (2)
  -  پرش با اسب (2)
- شمشیربازی (۱۲) (جزئیات)
- هاکی روی چمن (۲) (جزئیات)
- فوتبال (۲) (جزئیات)
- کلف (۳) (جزئیات)
- ژیمناستیک  (جزئیات) 
  -  ژیمناستیک هنری (14)
  -  ژیمناستیک ریتمیک (8)
  -  ترامپولین (2)
- هندبال (۲) (جزئیات)
- جودو (۱۴) (جزئیات)
- کاراته (۱۰) (جزئیات)
- پنج‌گانه مدرن (۲) (جزئیات)
- راکت‌بال (۶) (جزئیات)
- اسکیت  (جزئیات) 
  -  رول‌اسکیت هنری (2)
  -  اسکیت سرعت این‌لاین (6)
- روئینگ (۱۴) (جزئیات)
- راگبی ۷ نفره (۲) (جزئیات)
- قایقرانی بادبانی (۱۰) (جزئیات)
- تیراندازی (۱۵) (جزئیات)
- سافت‌بال (۲) (جزئیات)
- اسکواش (۶) (جزئیات)
- تنیس روی میز (۴) (جزئیات)
- تکواندو (۸) (جزئیات)
- تنیس (۵) (جزئیات)
- ورزش سه‌گانه (۲) (جزئیات)
- والیبال
  -  والیبال ساحلی (۲) (جزئیات)
  -  والیبال (۲) (جزئیات)
- اسکی روی آب  (جزئیات) 
  -  اسکی روی آب (8)
  -  ویک برد (1)
- وزنه‌برداری (۱۵) (جزئیات)
- کشتی  (جزئیات) 
  -  کشتی آزاد (12)
  -  کشتی فرنگی (6)

## کشورهای شرکت‌کننده
همه ۴۱ کشور PASO، یک کشور کمتر از بازی‌های پان امریکن ۲۰۱۱ به رقابت پرداختند، زیرا کمیته المپیک آنتیل هلند در سال ۲۰۱۱ منحل شد.

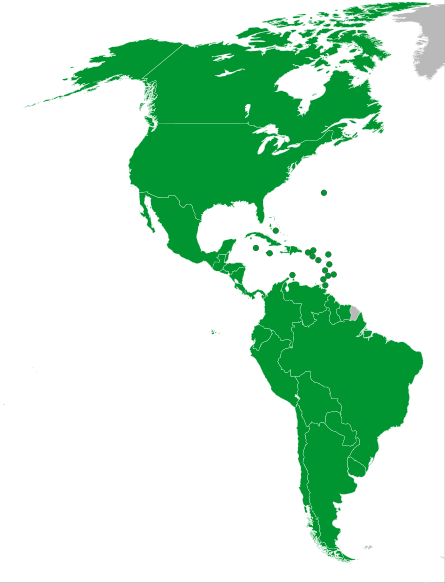
کشورهای شرکت‌کننده

| - آنتیگوا و باربودا (10) - آرژانتین (472) - آروبا (25) - باهاما (39) - باربادوس (29) - بلیز (3) - برمودا (16) - بولیوی (34) - برزیل (592) - جزایر ویرجین بریتانیا (6) - کانادا (723) (hosts) - جزایر کیمن (7) - شیلی (306) - کلمبیا (294) - کاستاریکا (77) - کوبا (444) - دومینیکا (5) - جمهوری دومینیکن (231) - اکوادور (169) - السالوادور (52) - گرنادا (7) - گواتمالا (147) - گویان (22) - هائیتی (11) - هنگ کنگ (19) - جامائیکا (56) - مکزیک (511) - نیکاراگوئه (49) - پاناما (44) - پاراگوئه (49) - پرو (157) - پورتوریکو (252) - سنت لوسیا (6) - سنت کیتس و نویس (8) - سنت وینسنت و گرنادین‌ها (5) - سورینام (9) - ترینیداد و توباگو (111) - ایالات متحده آمریکا (624) - اروگوئه (130) - ونزوئلا (358) - جزایر ویرجین (18) |

#### تعداد ورزشکاران کشورها
| NOC Code | کشور                   | تعداد ورزشکاران |
| -------- | ---------------------- | --------------- |
| CAN      | کانادا (hosts)         | ۷۲۳             |
| USA      | ایالات متحده آمریکا    | ۶۲۴             |
| BRA      | برزیل                  | ۵۹۲             |
| MEX      | مکزیک                  | ۵۱۱             |
| ARG      | آرژانتین               | ۴۷۲             |
| CUB      | کوبا                   | ۴۴۴             |
| VEN      | ونزوئلا                | ۳۵۸             |
| CHI      | شیلی                   | ۳۰۶             |
| COL      | کلمبیا                 | ۲۹۴             |
| PUR      | پورتوریکو              | ۲۵۲             |
| DOM      | جمهوری دومینیکن        | ۲۳۱             |
| ECU      | اکوادور                | ۱۶۹             |
| PER      | پرو                    | ۱۵۷             |
| GUA      | گواتمالا               | ۱۴۷             |
| URU      | اروگوئه                | ۱۳۰             |
| TRI      | ترینیداد و توباگو      | ۱۱۱             |
| CRC      | کاستاریکا              | ۷۷              |
| JAM      | جامائیکا               | ۵۶              |
| ESA      | السالوادور             | ۵۲              |
| NCA      | نیکاراگوئه             | ۴۹              |
| PAR      | پاراگوئه               | ۴۹              |
| PAN      | پاناما                 | ۴۴              |
| BAH      | باهاما                 | ۳۹              |
| BOL      | بولیوی                 | ۳۴              |
| BAR      | باربادوس               | ۲۹              |
| ARU      | آروبا                  | ۲۵              |
| GUY      | گویان                  | ۲۲              |
| HON      | هنگ کنگ                | ۱۹              |
| ISV      | جزایر ویرجین           | ۱۸              |
| BER      | برمودا                 | ۱۶              |
| HAI      | هائیتی                 | ۱۱              |
| ANT      | آنتیگوا و باربودا      | ۱۰              |
| SUR      | سورینام                | ۹               |
| SKN      | سنت کیتس و نویس        | ۸               |
| CAY      | جزایر کیمن             | ۷               |
| GRN      | گرنادا                 | ۷               |
| IVB      | جزایر ویرجین بریتانیا  | ۶               |
| LCA      | سنت لوسیا              | ۶               |
| DMA      | دومینیکا               | ۵               |
| VIN      | سنت وینسنت و گرنادین‌ها | ۵               |
| BIZ      | بلیز                   | ۳               |